# Francis Hermannus van der Bend
Francis Hermannus van der Bend (Zwolle, 10 februari 1912 - Zaandam, 11 januari 1994) was burgemeester van de Overijsselse plaats Gramsbergen.

## Leven en werk
Van der Bend werd in 1912 in Zwolle geboren als zoon van de sigarenfabrikant Johannes Anthoni van der Bend en Johanna Gerritdina Jansen. Hij werd op 5 april 1938 commies bij de gemeente Gramsbergen, waar baron van Voërst van Lynden op 15 augustus 1939 burgemeester werd. Deze werd op 4 januari 1945 door de Duitsers afgevoerd. Op 8 mei 1945 werd Van der Bend benoemd tot waarnemend burgemeester.
Op 1 juni 1947 werd Van der Bend opgevolgd doorJacobus Hendrik de Goede, die in 1958 burgemeester van Hardenberg werd.
Van der Bend trouwde op 20 augustus 1946 te Utrecht met Christina Johanna Cornelia Antoon Maria Kievits. Zij noemden hun tweede zoon naar de verdwenen burgemeester, Samuel Willem Alexander. In 1948 verhuisde het gezin Van der Bend naar Zaandam. Hij overleed aldaar in januari 1994 op 81-jarige leeftijd.